# Jeanne van Oldenbarnevelt
Jeanne Sidonia Raedt van Oldenbarnevelt (Nederlands-Indië, Ambarawa, 9 februari 1866 – Nederland, Den Haag, 4 december 1918) was een Nederlands zangpedagoge.
Zij was dochter van generaal-majoor artillerie bij het Koninklijk Nederlandsch-Indisch Leger Christiaan Hendrik Arnold Raedt van Oldenbarnevelt en Frederika Louisa Wilhelmina Borgen. Zelf bleef ze ongehuwd. Haar begrafenis op Nieuw Eykenduynen werd geregeld vanuit het Diaconessenhuis Bronovo, vermoedelijk na een lang ziekbed.
Haar muzikale gaven openbaarden zich al tijdens haar jeugd in Batavia (Nederlands-Indië). Een van die uitingen bestond uit het perfect imiteren van menselijke en diergeluiden; hetgeen ze zelf ook verder ontwikkelde. Ze deed die studie tegelijkertijd met een studie in de schilderkunst, maar ze zou de muziek trouw blijven. Zo volgden er zanglessen van Wilhelmina Gips in Dordrecht en Johannes Messchaert (Conservatorium van Amsterdam), maar er volgde ook een opleiding te Keulen. Zij maakte daar kennis met een zangtechniek, die zij verder ontwikkelde. Zij bracht die ademtechniek over aan astmapatiënten die er baat bij hadden. Alles leidde tot een loopbaan als zangpedagoge. Ze startte daarbij in Berlijn en van daaruit verspreidde zij door middel van voordrachten haar ademtechniek over West-Europa waar bij ze ook voordrachten over het gezonde spreken en de diepe middenrifadem hield aan Duitse hoven onder de gezamenlijke noemer Atemgymnastik System Jeanne van Oldenbarnevelt.
Van haar verscheen het tweedelig boekwerk De ademkunst des menschen in verbinding met toon en woord in den dienst van kunst en wetenschap, dat in diverse talen werd uitgegeven in Den Haag (bij Belinfante), Berlijn (Die Atmungskunst des Menschen), Londen en New York (bij Breitkopf & Härtel: The respiration art of people in connection with sound and words). In 1908 bezocht ze het echtpaar Klara en Karl May om haar techniek te verduidelijken. Ook haar leerlingen, waaronder Tilia Hill, zwermden uit over de wereld.
In Amsterdam woonde ze enige tijd in hetzelfde pand als kunstenares Cornelia Lugard (Ceintuurbaan 245).